# Ectemnonotum basibreviatum
Ectemnonotum basibreviatum är en insektsart som beskrevs av Schmidt 1909. Ectemnonotum basibreviatum ingår i släktet Ectemnonotum och familjen spottstritar. Inga underarter finns listade i Catalogue of Life.